# Titre honorifique des unités soviétiques et russes

L'écusson de la de fusiliers motorisés : on y repère en haut la mention Sevastopolskaïa (« de Sébastopol »), en bas le ruban rouge et blanc de l'ordre du Drapeau rouge, tandis que l'encadrement orange et noir (couleurs de l'ordre de Saint-Georges, référence à saint Georges le patron de la Russie) renvoient à la Garde.

Un titre honorifique désigne une mention distinctive rajoutée à la suite du nom d'une unité militaire des forces armées soviétiques puis russes, faisant référence à la participation de cette unité (ou de celle dont elle est l'héritière) à une bataille, un siège ou une opération portant ce nom, ou à un personnage historique, et/ou à un ordre honorifique.
Cette pratique est née dans l'Armée rouge durant la guerre civile, puis s'est développée lors de la Seconde Guerre mondiale quand une unité se comportait remarquablement bien au combat, méritant ainsi une citation. L'équivalent britannique et indien est le Battle honour, celui français est l'honneur de bataille figurant sur le drapeau.

## Références soviétiques

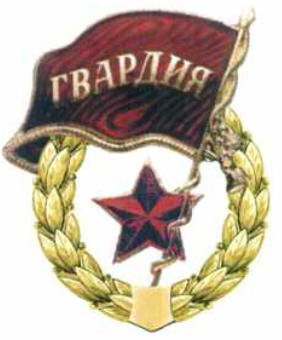
Insigne d'une unité russe de la Garde, sans la mention CCCP (URSS) dessus.